# Toast à la langue
 (août 2021).
Un toast à la langue est un pain grillé traditionnel préparé avec de la langue de bœuf sautée et des œufs brouillés,. Il est assaisonné au goût avec du poivre noir et des oignons. La langue était parfois servie sur du pain grillé beurré avec un œuf poché remplaçant l'œuf brouillé. Si elle était principalement préparée comme un plat pour le petit déjeuner, elle était également consommée pour le déjeuner et le dîner.
Une variante servie au petit déjeuner impliquait l'utilisation de langue de bœuf bouillie et fumée, de crème, d'œuf brouillé et assaisonnée de noix de muscade, de poivre, de persil haché et de poivron vert haché. Une variante moderne consistait à utiliser de la langue de renne au lieu de la langue de bœuf.
Les toasts à la langue de bœuf étaient également servis comme hors-d'œuvre, préparés de manière similaire à une préparation de pain perdu, comme une entrée en forme d'étoile estampillée dans du pain grillé beurré auquel on ajoutait du beurre à la moutarde.